# Pseudopharsalia flavostictica
Pseudopharsalia flavostictica là một loài bọ cánh cứng trong họ Cerambycidae.